# Sangiaccato di Zvornik
Il sangiaccato di Zvornik (in turco İzvornik Sancağı, in serbo-croato Zvornički sandžak) era uno dei sangiaccati dell'Impero ottomano con Zvornik (nell'odierna Bosnia ed Erzegovina) come centro amministrativo. Fu fondato tra il 1478 e il 1483. La sede fu inizialmente posta a Zvornik, e in seguito a Tuzla e comprendeva tutta la Bosnia nord-orientale.

## Storia
Il sangiaccato ebbe origine in circostanze diverse dai suoi vicini, i quali erano sorti a seguito delle recenti conquiste ottomane. Zvornik fu il primo centro a essere creato per esigenze militari, per una migliore difesa e una più forte organizzazione dei possedimenti precedentemente acquisiti che erano minacciati dallo stato croato-ungherese. La sua creazione venne forzata dalla fortunata organizzazione delle banovine di Jajce, Srebrenica e Sabac, che costituivano una buona cintura difensiva, impedendo le incursioni turche e allo stesso tempo rappresentando un punto di partenza sicuro per le frequenti e riuscite recenti campagne croato-ungheresi e per la protezione dei possedimenti di confine ottomani. Pertanto, gli ottomani decisero di formare una terza unità sul sito del vecchio stato bosniaco per rafforzare il legame del loro governo nel centro della regione di Podrinje.
L'entità venne creata separando le parti occidentali del sangiaccato di Smederevo nel mezzo della Podrinje e alcune porzioni della parte nord-orientale del sangiaccato bosniaco. Nel 1512 in seguito alla conquista ottomana, la banovina di Srebrenica fu annessa a questo sangiaccato. Nel 1521 il sangiaccato di Zvornik ottenne la sua forma definitiva, dopo che Sabac e Belgrado caddero sotto il dominio ottomano. Da un punto di vista militare e amministrativo il sangiaccato di Zvornik era compreso tra il 1480 e il 1541 nell'Eyalet di Rumelia. Passò in seguito all'Eyalet di Budin quando venne fondato. Infine con la riorganizzazione dell'amministrazione ottomana nel 1580, entrò a far parte del Eyalet di Bosnia.
Il sangiaccato di Zvornik venne abolito nel 1832. Nel 1867 il suo territorio era incluso nel vilayet di Bosnia. Fu completamente abolito dall'occupazione austro-ungarica nel 1878. Zvornik era uno dei sei sangiaccati ottomani con la cantieristica navale più sviluppata, insieme a Vidin, Nicopoli, Požega, Smederevo e Mohács.

## Divisione amministrativa
Il sangiaccato aveva un totale di 31 nahiya. I kadiluk (distretti) che facevano parte del sangiaccato erano:
- Kadiluk di Srebrenica con le nahiya di Srebrenica, Budimir (Ludmer), Kushlat e Shubin
- Kadiluk Zvornik con le nahiya di Zvornik, Perin, Teočak e Koraj
- Kadiluk Gornja e Donja Tuzla le nahiya di Donja Tuzla, Gornja Tuzla, Sapna, Spreča, Gostilj, Dramesin, Paske, Visovi, Jasenica e Smoluća
- Kadiluk Gračanica con le nahiya di Gračanica, Grdačac, Srebrenik, Soko, Završ e Nenavište
- Kadiluk Bijeljina con le nahiya di Bijeljina e Janja
- Kadiluk Birce e Knežina
- Kadiluk Krupanj e Bohorina
- Kadiluk Loznica o Jadar e Pticar
- Kadiluk Sabac con Sabac, Donja e Gornja Macva
- Kadiluk Brvenik con le nahiya di Brvenik e Goscanica

Dal 1606 al 1690, nel Pascialato bosniaco c'erano 29 kapetanije (sub-unità amministrative), di cui 23 erano di confine e sei all'interno del sangiaccato.